# Китайська Суперліга
Китайська Суперліга (кит. 中国足球协会超级联赛) — головний турнір Китаю з футболу. Заснований у 2004 році. Тут беруть участь 18 команд з усієї країни. Проходить під керівництвом Китайської футбольної асоціації.

## Огляд чемпіонату
Підвищення і пониження в класі команд Суперліги відбувається за участю другої за значимістю китайської ліги Цзя-А. У перші два сезони пониження в класі не проводилося з метою розширення кількості учасників чемпіонату (з 12 до 16 команд). Першою командою, яка залишила Суперлігу, стала «Чунцін Ліфань» в 2006 році.
Характерною рисою Чемпіонату Китаю з футболу є досить часта зміна назв клубів. В основному вона пов'язана зі зміною генерального спонсора команди. Крім того, відомі випадки разом з назвою зміни і розташування клубу.
Як і багато чемпіонатів в Азії, Китайська Суперліга стартує в лютому-березні і закінчується в листопаді-грудні. У сезоні кожен клуб грає з кожним двічі - вдома і на виїзді. Таким чином, кожна команда проводить в сезоні 30 ігор, а всього в чемпіонаті проводиться 240 матчів.
У 2004 році, коли в Суперлізі було всього 12 команд, клуби провели 22 матчі, а всього в тому сезоні всього було зіграно 132 гри. У 2005, коли команд стало 14, клуби грали по 26 ігор, а всього в сезоні було проведено 182 гри. З 15-ма командами в 2006 році кожна клмагжа грала 28 ігор, а всього - 210 ігор.
Починаючи з 2008 року й далі, за підсумками сезону дві найгірші команди чемпіонату залишають Суперлігу, а дві кращі команди Ліги Цзя-А отримують можливість з наступного сезону виступати у вищій китайської лізі.
Три команди Суперліги, а також володар Кубка Китаю отримують право на наступний рік виступити в кваліфікаційному турнірі Ліги чемпіонів АФК. Якщо фіналіст Кубка закінчив чемпіонат в призовій трійці, право виступити в турнірі отримує четверта команда чемпіонату. З 2007 року Кубок не проводиться, а право виступати в Лізі чемпіонів АФК від КНР отримували команди, що зайняли чотири перших місця в Суперлізі Китаю з футболу. З 2011 року розіграш Кубку знову відновлений і за його підсумками право на виступ в Лізі чемпіонів АФК отримав клуб «Тяньцзінь Теда».

## Історія

### 1910 — 2004
Перші футбольні змагання національного рівня в Китаї пройшли в 1910 році - це були Національні ігри, в яких взяли участь збірні трьох регіонів - Півночі, Півдня і Сходу. Переможцем стала збірна Південного Китаю.
До 1935 року основними турнірами були Національні ігри й міжсекційних чемпіонати з футболу, які проводилися нерегулярно й в яких брали участь збірні провінцій і великих міст. Проведенню чемпіонатів на постійній основі заважали війна з Японією і громадянська війна - наступні після 1935 року Національні ігри відбулися лише в 1948 році.
У 1951 році вперше проведено футбольний турнір під назвою «Чемпіонат Китаю». У ньому взяли участь збірні шести провінцій, а також команда армії і залізниць. Переможцем стала збірна Північного Сходу.
У 1950-1970-ті роки, на відміну від прийнятого в Європі формату чемпіонатів, чемпіонати Китаю проводилися протягом двох-трьох тижнів в одному з міст, до участі в них допускалися найкращі команди за підсумками виступів у регіональних турнірах минулого року, або збірні регіонів. 
У 1966-1971 році, в розпал Культурної революції, проведення чемпіонатів було перервано. З 1978 року турніри проводяться в форматі «кожен з кожним на своєму полі». У 1980-х роках все більше клубів ставали напівпрофесійними, а в 1988 році клуб «Ляонін Хуньонг» став першим повністю професійним клубом.
У 1987 році створено дві напівпрофесійні ліги - вища «Джі А» (8 команд) і перша - «Цзя Б» (12 команд). У 1993 році ліга «Цзя А» експериментально отримала професійної статус, а в наступному році - вже офіційно.
У 2004 році ліга «Цзя А» переформована в Суперлігу Китаю.

### Розвиток в 2011

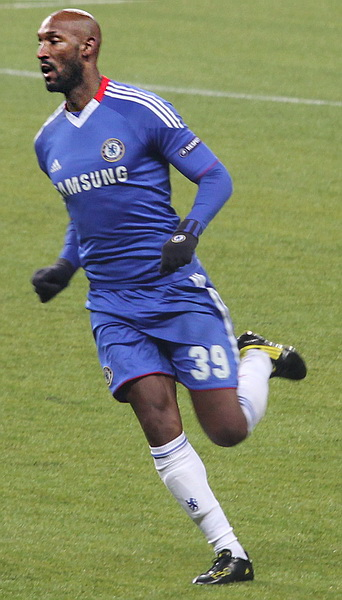
Ніколя Анелька

Сезон 2011 став дуже важливим для всього китайського футболу - вдалося поліпшити його імідж на національній і міжнародній арені, в порівнянні з попередніми сезонами підвищилася кількість глядачів. Найбільша відвідуваність припадала на деякі клуби, які інвестували величезні фінансові кошти в запрошених легіонерів-зірок світового футболу. Однією з таких команд був клуб «Гуанчжоу Евергранд», а «найгучнішим» переходом клубу стало підписання Дарійо Конки з «Флуміненсе».
За підсумками розіграшу частина клубів пішли на безпрецедентні витрати: в «Шанхай Шеньхуа» погодився перейти колишній гравець «Челсі» Ніколя Анелька, а новим тренером команди став колишній наставник «Фулгема» Жан Тігана. Новим тренером «Ханчжоу Грінтаун» став японський фахівець Окада Такесі.

### 2016 рік

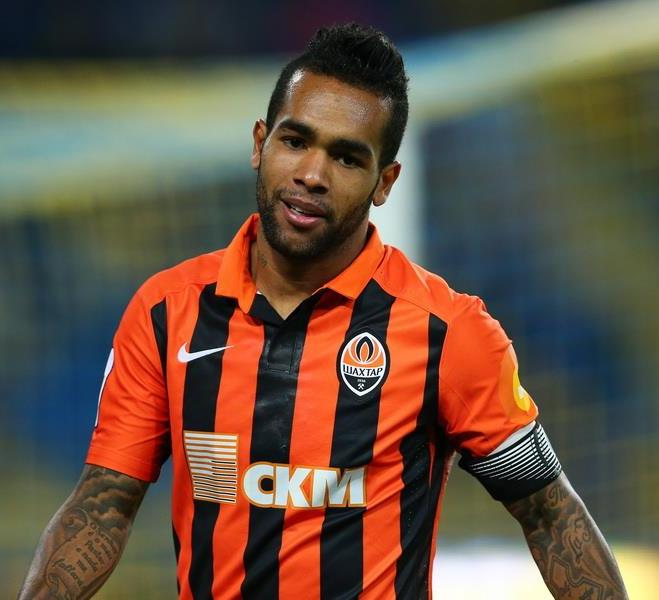
Алекс Тейшейра

У зимове трансферне вікно 2016 року, китайські клуби з 2 головних дивізіонів країни почали скуповувати відомих футболістів. Усе через те, що китайські клуби належать крупним компаніям. За 13 млн євро Фреді Гуарін перейшов до «Шанхай Шеньхуа», за 18 млн Жервіньйо — до «Хебей Чжунцзі». «Гуанчжоу Евергранд» придбав Джексона Мартінеса за 42 млн євро в мадридського «Атлетіко». «Цзянсу Сунін» купив Раміреса за 28 млн у «Челсі», а потім за рекордні 50 млн — Алекса Тейшейру з донецького «Шахтаря».
У літку того ж року до Китаю перебрався Галк із «Зеніта» за 35 млн євро. Також перейшов Граціано Пелле, який показав себе на Євро-2016.

## Сезони
| Рік  | 1 місце                   | 2 місце                   | 3 місце               |
| ---- | ------------------------- | ------------------------- | --------------------- |
| 2004 | Шеньчжень Цзяньлібао      | Шаньдун Лунен Тайшань     | Інтер Шанхай          |
| 2005 | Далянь Шиде               | Шанхай Шеньхуа            | Шаньдун Лунен Тайшань |
| 2006 | Шаньдун Лунен Тайшань     | Шанхай Шеньхуа            | Бейцзін Гоань         |
| 2007 | Чанчунь Ятай              | Бейцзін Гоань             | Шаньдун Лунен Тайшань |
| 2008 | Шаньдун Лунен Тайшань     | Шанхай Шеньхуа Ляньшен    | Бейцзін Гоань         |
| 2009 | Бейцзін Гоань             | Чанчунь Ятай              | Хенань Конструкшн     |
| 2010 | Шаньдун Лунен Тайшань     | Тяньцзінь Теда            | Шанхай Шеньхуа        |
| 2011 | Гуанчжоу Евергранд        | Бейцзін Гоань             | Ляонін Хувін          |
| 2012 | Гуанчжоу Евергранд        | Цзянсу Сайнті             | Бейцзін Гоань         |
| 2013 | Гуанчжоу Евергранд        | Шаньдун Лунен Тайшань     | Бейцзін Гоань         |
| 2014 | Гуанчжоу Евергранд        | Бейцзін Гоань             | Гуанчжоу R&F          |
| 2015 | Гуанчжоу Евергранд Таобао | Шанхай СІПГ               | Шаньдун Лунен Тайшань |
| 2016 | Гуанчжоу Евергранд Таобао | Цзянсу Сунін              | Шанхай СІПГ           |
| 2017 | Гуанчжоу Евергранд Таобао | Шанхай СІПГ               | Тяньцзінь Цюаньцзянь  |
| 2018 | Шанхай СІПГ               | Гуанчжоу Евергранд Таобао | Шаньдун Лунен Тайшань |
| 2019 | Гуанчжоу Евергранд Таобао | Бейцзін Сінобо Гоань      | Шанхай СІПГ           |
| 2020 | Цзянсу Сунін              | Гуанчжоу Евергранд Таобао | Бейцзін Сінобо Гоань  |
| 2021 | Шаньдун Тайшань           | Шанхай Порт               | Гуанчжоу              |
| 2022 | Ухань Трі Таунс           | Шаньдун Тайшань           | Чжецзян               |

## Рекорди й нагороди

### Найкращі бомбардири в історії
| Місце | Гравець               | Роки виступів | Матчі | Голи |
| ----- | --------------------- | ------------- | ----- | ---- |
| 1     | Луїс Альфредо Рамірес | 2006-2011     | 165   | 82   |
| 2     | Лі Цзіньюй            | 2004-2010     | 151   | 74   |
| 3     | Крістіан Данелаче     | 2011-2015     | 127   | 71   |
| 4     | Елкесон               | 2013-         | 86    | 65   |
| 5     | Мурікі                | 2010-2014     | 92    | 52   |

### Золота бутса
| Рік  | Гравець                    | Команда                                                | Голи |
| ---- | -------------------------- | ------------------------------------------------------ | ---- |
| 2004 | Кваме Аю                   | Інтер Шанхай                                           | 17   |
| 2005 | Бранко Єлич                | Бейцзін Хюндай                                         | 21   |
| 2006 | Лі Цзіньюй                 | Шаньдун Лунен Тайшань                                  | 26   |
| 2007 | Лі Цзіньюй                 | Шаньдун Лунен Тайшань                                  | 15   |
| 2008 | Ебер                       | Тяньцзінь Теда                                         | 14   |
| 2009 | Ернан Баркос, Луїс Рамірес | Шеньчжень Азіа Тревел/Шанхай Шеньхуа, Ханчжоу Грінтаун | 17   |
| 2010 | Дув'єр Ріаскос             | Шанхай Шеньхуа                                         | 20   |
| 2011 | Мурікі                     | Гуанчжоу Евергранд                                     | 16   |
| 2012 | Крістіан Денелаке          | Цзянсу Сайнті                                          | 23   |
| 2013 | Елкесон                    | Гуанчжоу Евергранд                                     | 22   |
| 2014 | Елкесон                    | Гуанчжоу Евергранд                                     | 28   |
| 2015 | Алоїзо                     | Шаньдун Лунен Тайшань                                  | 22   |
| 2016 | Рікардо Гуларт             | Гуанчжоу Евергранд Таобао                              | 19   |
| 2017 | Еран Захаві                | Гуанчжоу R&F                                           | 27   |
| 2018 | У Лей                      | Шанхай СІПГ                                            | 27   |
| 2019 | Еран Захаві                | Гуанчжоу R&F                                           | 29   |
| 2020 | Седрік Бакамбу             | Бейцзін Сінобо Гоань                                   | 14   |
| 2021 | Жуніор Негран              | Чанчунь Ятай                                           | 14   |

### Воротарроку
| Рік  | Гравець    | Команда            |
| ---- | ---------- | ------------------ |
| 2012 | Ден Сяофей | Цзянсу Сайнті      |
| 2013 | Цзен Чен   | Гуанчжоу Евергранд |
| 2014 | Ван Далей  | Шаньдун Лунен      |
| 2015 | Цзен Чен   | Гуанчжоу Евергранд |